# Paritet (fysik)
 For alternative betydninger, se Paritet. (Se også artikler, som begynder med Paritet)
Paritet er i fysik en funktion, hvor man ændrer fortegn af alle rumlige koordinater:

{\displaystyle P:{\begin{pmatrix}x\\y\\z\end{pmatrix}}\mapsto {\begin{pmatrix}-x\\-y\\-z\end{pmatrix}}}
Da P2=I så kan paritetsoperatoren P have egenværdi 1 eller -1. Funktioner med egenværdi 1 har lige paritet, mens funktioner med egenværdi -1 har ulige paritet.
En (3×3) repræsentation af P vil have en determinant på -1. Det kan kun ske ved en kombination af rotation og refleksion. Paritet kan ikke reduceres, for eksempel til en 180 graders drejning i to dimensioner.